# Slovenský ohař hrubosrstý
Slovenský ohař hrubosrstý (slovensky: Slovenský hrubosrstý stavač, anglicky: Slovakian Wire-haired Pointing Dog) je slovenské psí plemeno.

## Historie
Slovenský ohař hrubosrstý je novější psí plemeno pocházející ze Slovenska. Při jeho šlechtění byli použiti výmarští ohaři krátkosrstí, český fousek a německý ohař drátosrstý. Křížit tyto psy byl nápad slovenského kynologa Slimáka. Byl vyšlechtěn v roce 1975. Ve staré literatuře ho najdeme i jako výmarského ohaře hrubosrstého, v roce 1973 bylo ale přejmenováno tak, jak jej známe dnes a od tohoto roku bylo vedeno jako samostatné plemeno. v roce 1983 pak bylo oficiálně uznáno FCI a sepsán první standard. V tehdejším Československu byl uznán v roce 1975. Oficiální používaná zkratka v České republice je SHO. Co se chovu slovenských hrubosrstých ohařů v Česku týče, pak se zde plemeno teprve rozšiřuje a mezi veřejností není příliš známý. Je převážně využíván myslivci jako lovecký pes.

## Povaha

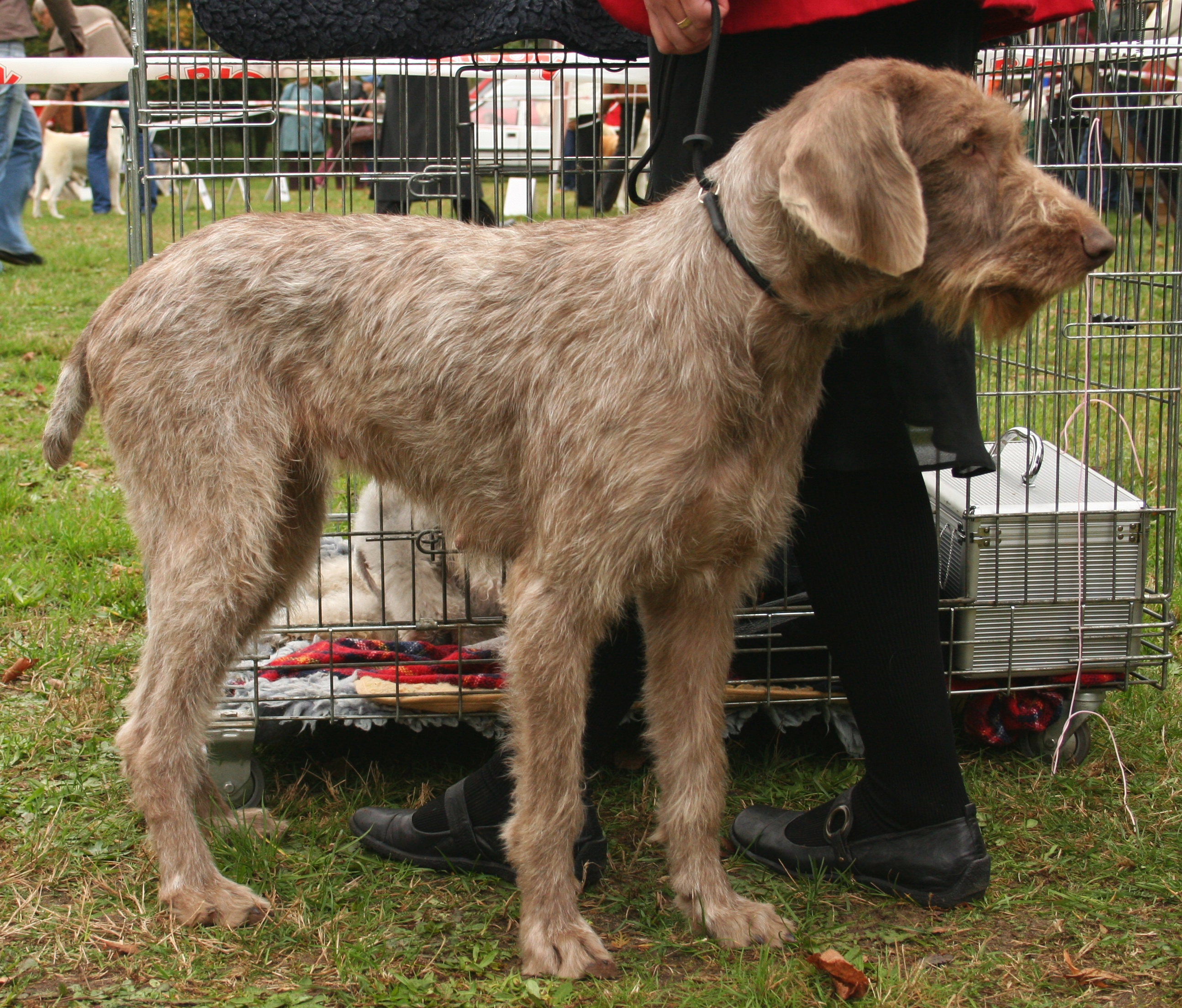
Dospělý slovenský ohař hrubosrstý

Slovenský ohař hrubosrstý má vysoce vyvinutý lovecký pud a hodí se pro lovecké práce jako jsou nahánění a aportování. Hodí se ale i jako společník. Má rád pohyb, ale na rozdíl od ostatních ohařů jej nutně nevyžaduje. Ke své rodině je přátelský a loajální. Nikdy není nervózní nebo nesebejistý. Je to dobrý pes i do rodiny s dětmi. Není příliš dominantní. Je vhodné jej chovat ve smečce s jinými psy. Má sklony pronásledovat rychle se pohybující předměty, proto ne vždy vychází dobře s jinými domácími zvířaty. Má vysoký hlas a je to dobrý hlídač. Snadno se cvičí a je bystrý.

## Péče

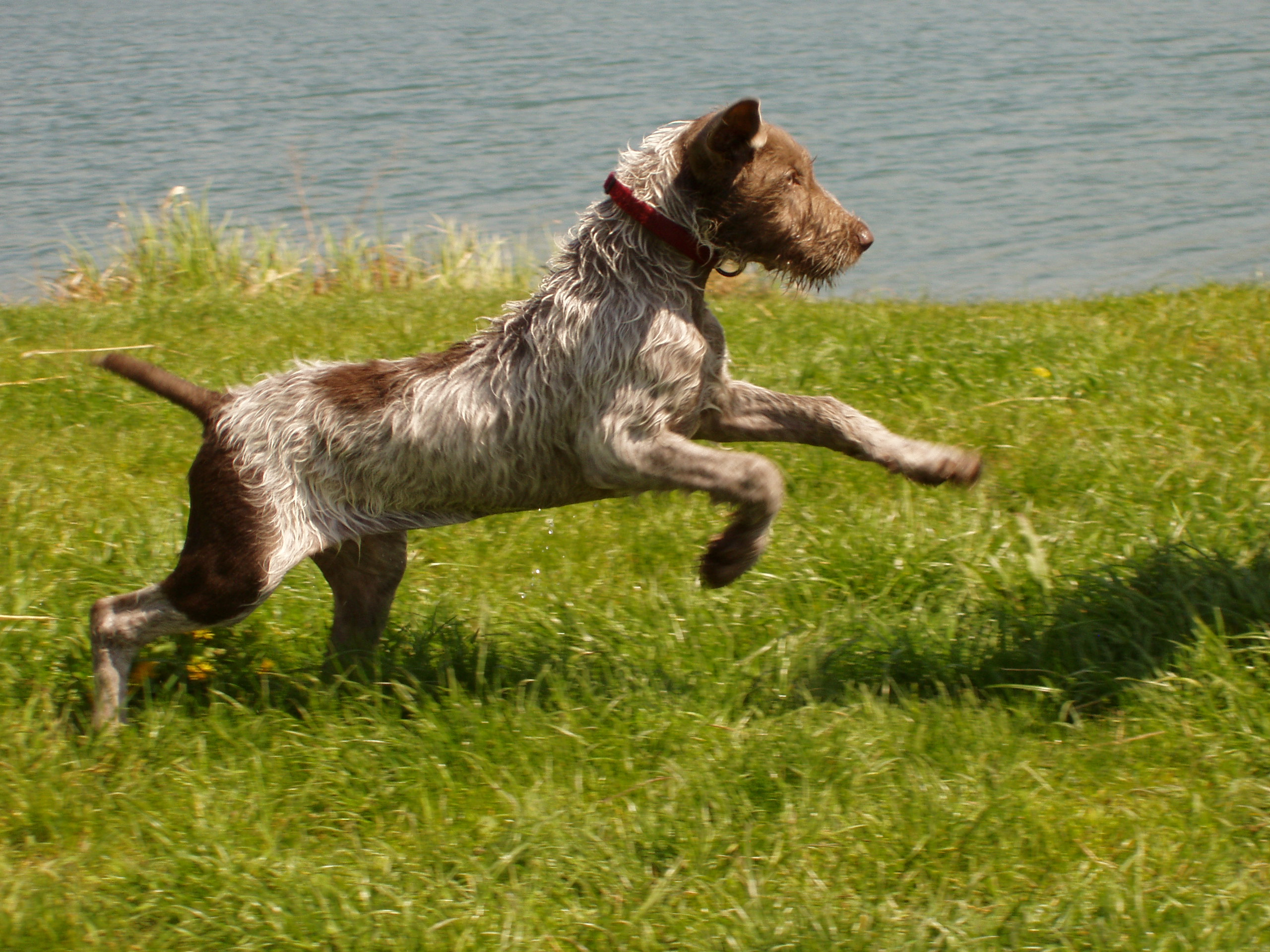

Barva je šedá, velmi podobná té, kterou má výmarský ohař, ale vyskytují se i hnědé varianty. Srst je přiléhavá a na dotek hrubá. Hrubé pesíky jej chrání před vodou a chladem. Jeho srst je prakticky bezúdržbová, ale dvakrát ročně (nejlépe na jaře a na podzim) je nutné ji nechat trimovat, tato srst totiž nelíná, je nutné chlupy vytrhávat. Není vhodné jej často koupat, tím by se poškodila hrubá struktura chlupů, čímž by zjemnily.
Ocasy se jim kupírují pouze pokud budou využíváni pro lovecké účely. Je to u nich běžně viditelné. Kupírování uší je v České republice zákonem zakázané a neprovádí se u tohoto plemene ani v jiných státech,
Výcvik je u slovenského ohaře hrubosrstého nutností, bez něj se může stát agresivní vůči majiteli i jiným lidem. Protože je to ale bystré a inteligentní plemeno, může jej cvičit i začátečník.
Pohyb slovenského ohaře hrubosrstého baví a to veškeré typy, od plavání po horské túry. Přesto ho nevyžaduje a přizpůsobí se chodu majitele.